# Tribu de Manassé

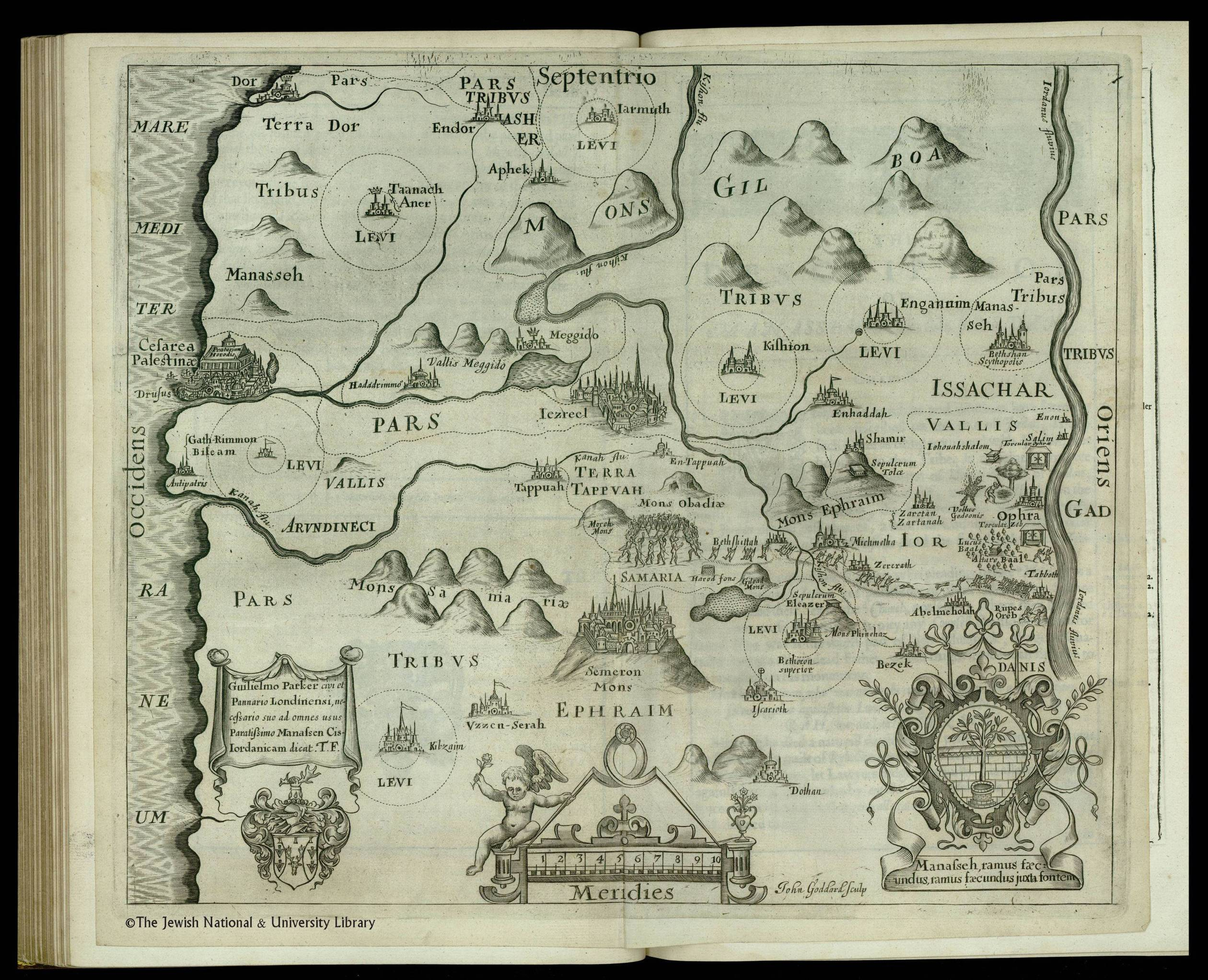

La tribu de Manassé (He :  מנשה, Menasheh ; Yid : Mnacha) est une des douze tribus d'Israël.
Manassé était un des fils de Joseph, fils de Jacob. On compte généralement la tribu de Manassé dans la liste des douze tribus à la place de celle de Joseph. C'est aussi le cas pour la tribu d'Éphraïm, autre fils de Joseph. 
La Bible parle parfois d'une demi-tribu de Manassé avec les tribus de Ruben et de Gad, car ces deux tribus et demi ont pris part à la conquête du Pays de Canaan mais sont restées installées du côté oriental du Jourdain tandis que les autres tribus d'Israël dont la seconde demi-tribu de Manassé ont été installées par Josué sur la Terre d'Israël.

« Les fils de Ruben, les Gadites et la demi-tribu de Manassé avaient de vaillants hommes, portant le bouclier et l'épée, tirant de l'arc, et exercés à la guerre. »

— 1 Chroniques 5,18.
Le juge Gédéon est issu de cette tribu.

## Effectifs de la tribu de Manassé

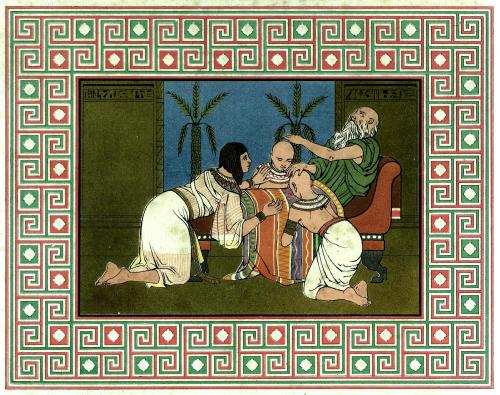
Illustration par Owen Jones extraite de "L'Histoire de Joseph et de ses frères" (Day & Son, 1869)

Deux ans après la sortie d'Égypte, Moïse effectue un premier recensement et les descendants de Manassé sont au nombre de 32 200. Les descendants de Manassé forment une armée de 32 200 hommes.
Après la révolte de Coré, Dathan et Abiron, Moïse effectue un second recensement et les descendants de Manassé sont au nombre de 52 700.
L'archéologue Donald Bruce Redford estime que les nombres donnés dans la Bible sont peu crédibles dans la mesure où ils sont trop grands.

## Territoire de la tribu de Manassé
À l'ouest du Jourdain : 
- La frontière part du Jourdain et se dirige vers le nord en suivant la bordure du territoire de la tribu d'Éphraïm et arrive vers le versant du Mikmethath situé en face de la ville de Sichem (ville de refuge (en) appartenant à la tribu d'Éphraïm qui devient une ville lévitique attribuée aux Qehathites);
- La frontière part ensuite du versant du Mikmethath et suit la bordure du territoire de la tribu d'Éphraïm en se dirigeant vers le sud vers la ville de Taphouah (ville attribuée à la tribu d'Éphraïm);
- La frontière se dirige alors vers l'ouest en suivant la bordure du territoire de la tribu d'Éphraïm le long du ouadi de Qana et va jusqu'à la mer;
- La frontière remonte ensuite vers le nord en suivant la mer jusqu'au territoire de la tribu d'Asher, se dirige ensuite vers l'est en suivant la bordure du territoire de la tribu d'Issacar et aboutit au Jourdain[5].
- La tribu de Manassé possède des villes enclaves dans le territoire de la tribu d'Issacar et dans le territoire de la tribu d'Asher : Beït Shéan, Yibléam (qui devient une ville lévitique attribuée aux Qehathites), Dor (située sur une crête au sud du mont Carmel), En-Dor (en) (ville de la pythonisse d'Endor que consulte le roi Saúl), Taanak (qui devient une ville lévitique attribuée aux Qehathites), Megiddo[6]. Les descendants de Manassé ne peuvent pas chasser les habitants de ces villes[7],[8].

Pour Kenneth Anderson Kitchen, ces listes ne sont pas fiables.

## Disparition de la tribu de Manassé
À partir du xe siècle av. J.-C., la tribu de Manassé est incorporée dans le royaume du Nord, un des deux royaumes israélites après le schisme politique et religieux provoqué par le roi Jéroboam Ier.
Le Royaume d'Israël est détruit par l'Assyrie qui s'empare de la ville de Samarie en -722 et déporte une partie de la population du royaume. La tribu de Manassé est alors considérée comme une des dix tribus perdues.

## Recherche de la tribu de Manassé
Les Bnei Menashe (en) habitent dans les États de Mizoram et de Manipur dans le Nord-Est de l'Inde et se disent descendants de la tribu de Manassé.

## Membres de la tribu de Manassé
- Gamaliel, le fils de Pedahtsour, est un chef de la tribu de Manassé lors de l'Exode hors d'Égypte[12],[13],[14],[15].
- Gaddi, le fils de Sousi, est envoyé en éclaireur au pays de Canaan avant sa conquête et appartient à la tribu de Manassé[16].
- Hanniël, le fils d'Éphod, est un chef de la tribu de Manassé lors du partage du pays de Canaan[17].
- Gédéon (appelé aussi Yeroubbaal[18]), le fils de Yoash l'Abiézerite[19], est un juge d'Israël et appartient à la tribu de Manassé.
- Abimelech, le fils de Gédéon et de sa concubine, appartient à la tribu de Manassé.
- Jotham, le fils de Gédéon, maudit son demi-frère Abimelech pour le meurtre de ses frères et s'enfuit à Beer-Sheva[20] (une ville attribuée à la tribu de Siméon[21]).

## Voir
- Manassé